# (7006) Folco
(7006) Folco (1981 ER31) est un astéroïde de la ceinture principale, découvert le 2 mars 1981 par l'astronome américain Schelte J. Bus à l'Observatoire de Siding Spring.